# Homeostase ácido-base
Homeostase ácido-base é a parte da homeostase humana que diz respeito ao equilíbrio adequado entre ácidos e bases, em outras palavras, o pH. O corpo é muito sensível ao seu nível de pH, então mecanismos fortes existem para mantê-lo. Fora da faixa aceitável de pH, as proteínas são desnaturadas e digeridas, as enzimas perdem sua capacidade de funcionar, e a morte pode ocorrer.